# Bundesautobahn 215
Die Bundesautobahn 215 (Abkürzung: BAB 215) – Kurzform: Autobahn 215 (Abkürzung: A 215) – ist eine 21 Kilometer lange Autobahn im Norden Deutschlands. Sie verbindet die schleswig-holsteinische Landeshauptstadt Kiel mit der westlich verlaufenden Bundesautobahn 7 in Richtung Hamburg.

## Geschichte
Anlässlich der Olympischen Spiele 1972 erhielt die Stadt Kiel einen Anschluss an das deutsche Fernstraßennetz. Am 4. August 1972 wurde das gesamte Stück durch den damaligen Kieler Oberbürgermeister Günther Bantzer eröffnet.

## Ausbauzustand
Die A 215 ist durchgängig vierstreifig ausgebaut. Zwischen der Ampelkreuzung am Kieler Westring und dem Kreuz Kiel-Mitte wurde zur besseren Verkehrsentflechtung eine dritte Richtungsfahrbahn anstelle des Standstreifens eingerichtet.
Das Autobahndreieck Bordesholm wurde als Autobahngabelung angelegt, es bedient nur die Fahrbeziehungen von der A 215 auf die A 7 in Richtung Süden und umgekehrt. Den Verkehr von Kiel in Richtung Norden nimmt ab dem Autobahnkreuz Kiel-West die A 210 auf, die rund 20 Kilometer weiter westlich die A 7 am Autobahnkreuz Rendsburg erreicht.

## Kilometrierung
Aus Fahrtrichtung Hamburg kommend beginnt die Kilometrierung am Dreieck Bordesholm bereits bei km 2,1. In umgekehrter Fahrtrichtung endet die Kilometrierung der A 215 bei der Einmündung auf die A 7 mit km 0,0. Dies liegt darin begründet, dass zwischen dem Einfädeln der A 215 auf die A 7 in Richtung Hamburg und dem Abzweigen der A 215 in Richtung Kiel ca. 2 km liegen. Der Fixpunkt der Kilometrierung ist das Ende der Rampe Kiel-Hamburg.

## Detaillierte Ausfahrtliste
| Kreis/Stadt                 | # | Ausfahrt                   | km           | Ausgeschilderte Ziele                                                     | Bemerkungen                                                       |
| --------------------------- | - | -------------------------- | ------------ | ------------------------------------------------------------------------- | ----------------------------------------------------------------- |
| Kiel                        | 1 | Kiel-Westring              | 22,9         | - Kiel-Zentrum - Wunderino Arena - Fähren                                 | Autobahn beginnt an einer Ampelkreuzung                           |
| Kiel                        | 2 | Kiel-Mitte                 | 21,9         | - Lübeck - Norwegenkai - Ostuferhafen                                     | Planfreie Anschlussstelle in Kleeblattform mit halbdirekter Rampe |
| Kiel                        | 2 | Kiel-Mitte                 | 21,9         | - Eckernförde - Olympiazentrum - Kiel-Holtenau - Universität - CITTI-Park | Planfreie Anschlussstelle in Kleeblattform mit halbdirekter Rampe |
| Kiel                        | 3 | Autobahnkreuz Kiel-West    | 19,0         | - Flensburg - Rendsburg - Melsdorf - Kiel-Russee                          |                                                                   |
| Kiel                        | 3 | Autobahnkreuz Kiel-West    | 19,0         | - Kiel-Mettenhof                                                          |                                                                   |
| Kreis Rendsburg-Eckernförde | 4 | Blumenthal                 | 9,4          | - Blumenthal - Flintbek - Molfsee - Nortorf - Bordesholm                  |                                                                   |
| Kreis Rendsburg-Eckernförde | 5 | Autobahndreieck Bordesholm | 2,4 bzw. 0,0 | - Kiel - Blumenthal                                                       | Der Fixpunkt (0,0 km) liegt am Ende der Rampe Kiel – Hamburg      |